# Danh sách tập phim Sword Art Online: Alicization
Sword Art Online: Alicization là mùa thứ ba của loạt anime truyền hình chuyển thể từ tác phẩm light novel cùng tên do Kawahara Reki sáng tác và minh họa bởi abec. Phim sản xuất bởi A-1 Pictures và do Manabu Ono đạo diễn. Tác phẩm bao gồm phần đầu tiên của arc Alicization và chuyển thể từ tập thứ chín của tiểu thuyết — Alicization Beginning, đến tập thứ mười bốn — Alicization Uniting. Phần thứ hai của anime truyền hình mang tên Sword Art Online: Alicization – War of Underworld, phỏng theo từ tập thứ mười năm của light novel — Alicization Invading, đến tập thứ mười tám — Alicization Lasting. Mặc dù không xuất hiện trong nguyên tác, Alicization  lấy bối cảnh diễn ra sau Sword Art Online: Ranh giới hư ảo, vì phim kết hợp các yếu tố không xảy ra trong light novel.
Bộ phim được công chiếu vào ngày 7 tháng 10 năm 2018, với một buổi chiếu ra mắt thế giới kéo dài một giờ ở Nhật Bản, Hoa Kỳ, Úc, Pháp, Đức, Nga và Hàn Quốc vào ngày 15 tháng 9 năm 2018. Nó sẽ phát sóng trong bốn mùa phim (khoảng một năm).
Bài hát mở đầu thứ nhất là "Adamas" do LiSA trình bày, bài hát kết thúc đầu tiên là "Iris" (アイリス) được trình bày bởi Eir Aoi. Bài hát mở đầu thứ hai là "Resister" do Asca trình bày và bài hát kết thúc thứ hai là "Forget-me-not" do ReoNa trình bày, với tập 19 có sự góp mặt của "Niji no Kanata ni" (虹の彼方に Beyond the Rainbow), cũng do ReoNa trình bày. Âm nhạc được sáng tác bởi Yuki Kajiura.

## Danh sách tập

### Sword Art Online: Alicization(2018)

#### Story arc 6: Alicization

##### Part 1: Alicization Beginning
| STT | STT sêri | Tên tiếng Anh chính thức Tiêu đề tiếng Nhật gốc                        | Đạo diễn                   | Biên tập                        | Ngày phát sóng ban đầu | Tham khảo |
| --- | -------- | ---------------------------------------------------------------------- | -------------------------- | ------------------------------- | ---------------------- | --------- |
| 1 | 50       | "Underworld" "Andāwārudo" (アンダーワールド)                           | Manabu Ono Tsuyoshi Tobita | Yukito Kizawa                   | 7 tháng 10 năm 2018    | [ 8 ]     |
| Bên trong một môi trường VR không xác định, Kirito dành thời gian như một đứa trẻ với bạn bè Eugeo và Alice. Một ngày, ba người khám phá một hang động ở vùng ngoại ô Lãnh thổ Nhân loại và bị lạc, kết thúc tại ranh giới với Lãnh thổ bóng tối. Nhân dịp này, Alice vô tình đặt bàn tay chạm vào lãnh thổ bóng tối và bị kết án bởi các hiệp sĩ toàn vẹn. Kirito cố gắng ngăn Alice khỏi bị bắt đi, trong khi Eugeo đứng bất động bất chấp lời cầu xin của Kirito. Ngay sau đó, Kirito tỉnh dậy trong thế giới thực mà không hề nhớ gì về những gì đã xảy ra. Sau đó trong Gun Gale Online, Sinon, Kirito, Asuna, Silica, Lisbeth và Klein đối đầu với một đội bí ẩn chạy trốn sau khi một trong số họ bị hạ gục. Sau trận chiến, Sinon cảm ơn những người khác đã tham gia cùng cô và trở lại thế giới thực tại quán cà phê của Agil, cô mời Kirito và Asuna tham gia cùng cô trong phiên bản sắp tới của giải đấu BoB và hai người đồng ý. Nhân dịp này, Kirito tiết lộ rằng anh đang làm việc bán thời gian cho Công ty Rath với công việc là một người thử nghiệm cho một công nghệ Full-Dive mới được gọi là "Soul Translator", hay STR, và cảm thấy khó chịu khi nghe tên Alice. Trên đường về nhà, Kirito và Asuna bị tấn công bởi Johnny Black, và chính hắn đã tiêm Kirito bằng một ống tiêm độc. |          |                                                                        |                            |                                 |                        |           |
| 2 | 51       | "The Demon Tree" "Akuma no Ki" (悪魔の樹)                              | Takashi Sakuma             | Yukito Kizawa                   | 14 tháng 10 năm 2018   | [ 9 ]     |
| Kirito tỉnh dậy ở Underworld, nhưng anh không nhớ mình đã đến đó bằng cách nào. Sau đó anh gặp Eugeo, nhưng họ không còn ký ức gì về nhau. Sau khi giúp Eugeo thực hiện nhiệm vụ hàng ngày là chặt Cây Quỷ, Kirito được đưa đến làng của Eugeo, nơi anh phát hiện ra rằng mình thực sự có thể sử dụng các kỹ năng kiếm thuật của mình từ SAO, và sau khi trú ẩn tại nhà thờ địa phương, anh quyết định rằng mình phải tìm hiểu thêm về hoàn cảnh của anh ấy trước khi tìm cách trở về thế giới thực. |          |                                                                        |                            |                                 |                        |           |
| 3 | 52       | "The End Mountains" "Hate no Sanmyaku" (果ての山脈)                    | Shunsuke Ishikawa          | Ko Nekota                       | 21 tháng 10 năm 2018   | [ 10 ]    |
| 4 | 53       | "Departure" "Tabidachi" (旅立ち)                                       | Michiru Itabisashi         | Ko Nekota                       | 28 tháng 10 năm 2018   | [ 11 ]    |
| 5 | 54       | "Ocean Turtle" "Ōshan Tātoru" (オーシャン・タートル)                   | Kōji Kobayashi             | Yukito Kizawa                   | 4 tháng 11 năm 2018    | [ 12 ]    |
| 6 | 55       | "Project Alicization" "Arishiazēshon Keikaku" (アリシアゼーション計画) | Hiroki Hirano              | Yukito Kizawa                   | 11 tháng 11 năm 2018   | [ 13 ]    |
| 7 | 56       | "Swordcraft Academy" "Ken no Manabiya" (剣の学び舎)                    | Shunsuke Ishikawa          | Ko Nekota                       | 18 tháng 11 năm 2018   | [ 14 ]    |
| 8 | 57       | "Swordsman's Pride" "Kenshi no Kyōji" (剣士の矜持)                     | Shigeki Kawai              | Yukito Kizawa                   | 25 tháng 11 năm 2018   | [ 15 ]    |
| 9 | 58       | "Nobleman's Responsibilities" "Kizoku no Sekimu" (貴族の責務)          | Michiru Itabisashi         | Tao Nakamoto Yukito Kizawa      | 2 tháng 12 năm 2018    | [ 16 ]    |
| 10 | 59       | "Taboo Index" "Kinki mokuroku" (禁忌目録)                              | Shunsuke Nakashige         | Munemasa Nakamoto               | 9 tháng 12 năm 2018    | [ 17 ]    |
| 11 | 60       | "Central Cathedral" "Sentoraru Kasedoraru" (セントラル・カセドラル)    | Satoshi Saga               | Munemasa Nakamoto               | 15 tháng 12 năm 2018   | [ 18 ]    |
| 12 | 61       | "The Sage of the Library" "Tosho-shitsu no kenja" (図書室の賢者)       | Tsuyoshi Tobita            | Munemasa Nakamoto Yukito Kizawa | 22 tháng 12 năm 2018   | [ 19 ]    |
| 13 | 62       | "Ruler and Mediator" "Shihai-sha to chōtei-sha" (支配者と調停者)       | Hiroshi Kimura             | Munemasa Nakamoto Yukito Kizawa | 5 tháng 1 năm 2019     | [ 20 ]    |

##### Part 2: Alicization Rising
| STT | STT sêri | Tên tiếng Anh chính thức Tiêu đề tiếng Nhật gốc             | Đạo diễn                   | Biên tập          | Ngày phát sóng ban đầu | Tham khảo |
| --- | -------- | ----------------------------------------------------------- | -------------------------- | ----------------- | ---------------------- | --------- |
| 14 | 63       | "The Crimson Knight" "Guren no Kishi" (紅蓮の騎士)          | Shunsuke Ishikawa          | Munemasa Nakamoto | 12 tháng 1 năm 2019    | [ 21 ]    |
| 15 | 64       | "The Relentless Knight" "Retsujitsu no Kishi" (烈日の騎士)  | Hirotaka Tokuda            | Munemasa Nakamoto | 19 tháng 1 năm 2019    | [ 22 ]    |
| 16 | 65       | "The Osmanthus Knight" "Kinmokusei no Kishi" (金木犀の騎士) | Saori Den                  | Munemasa Nakamoto | 26 tháng 1 năm 2019    | [ 23 ]    |
| 17 | 66       | "Truce" "Kyuusen Kyoutei" (休戦協定)                        | Michiru Itabisashi         | Yukito Kizawa     | 2 tháng 2 năm 2019     | [ 24 ]    |
| 18 | 67       | "The Legendary Hero" "Densetsu no Eiyuu" (伝説の英雄)       | Ken Takahashi              | Yukito Kizawa     | 9 tháng 2 năm 2019     | [ 25 ]    |
| 18.5 | 68       | "Recollection" "Rikorekushon" (リコレクション)              | N/A                        | N/A               | 16 tháng 2 năm 2019    | [ 26 ]    |
| Kirito kể lại các sự kiện của Alicization từ đầu đến nay cho Alice nghe. |          |                                                             |                            |                   |                        |           |
| 19 | 69       | "The Seal of the Right Eye" "Migi Me no Fūin" (右目の封印)  | Shunsuke Ishikawa          | Yukito Kizawa     | 23 tháng 2 năm 2019    | [ 27 ]    |
| Khi Kirito giải thích sự thật về Underworld với Alice, và sự thật đằng sau Administrator và Hiệp sĩ Chỉnh hợp, Alice tin chắc rằng Kirito đang nói sự thật. Với Alice bây giờ nghi ngờ mạnh mẽ về Giáo hội Công lý, cô thề sẽ từ chối thẩm quyền của nó, sau đó cô bị một con dấu ở mắt phải chặn lại. Alice đấu tranh để kết thúc câu nói của mình, nhưng bằng ý chí, cô cố gắng hét lên phần còn lại của câu nói, khiến mắt phải của cô nổ tung trước khi cô bất tỉnh. Trong khi đó, Eugeo tỉnh dậy và thấy mình ở tầng 100. Trước khi cậu ta tấn công được Administrator, ả ta tỉnh dậy và đưa Eugeo vào trạng thái khêu gợi và lừa cậu xoá bỏ lớp bảo vệ lõi Fluctlight của chính mình. |          |                                                             |                            |                   |                        |           |
| 20 | 70       | "Synthesis" "Shinsesaizu" (シンセサイズ)                    | Satoshi Saga Takuma Suzuki | Yukito Kizawa     | 2 tháng 3 năm 2019     | [ 28 ]    |
| Alice tỉnh dậy và thấy mình được đưa lên tầng 95. Kirito bắt đầu một câu thần chú theo dõi để xác định thanh kiếm của Eugeo, cậu tìm thấy nó trong một phòng tắm đông lạnh ở tầng 90, nhưng Eugeo thì lại không thấy đâu. Trước sự kinh hoàng của Alice, cô thấy Bercouli trong trạng thái hóa đá và bắt đầu khóc. Bercouli trong giây lát thức dậy và khen ngợi Alice vì khả năng phá vỡ phong ấn trong mắt cô và kêu cô tiến bước tiếp với Kirito. Cả Alice và Kirito đều tiến lên tầng 100, băng qua một phòng cấm dành cho các thượng nghị sĩ của nhà thờ, nơi họ phát hiện ra một số nhân vật hình người. Trước đây là con người, giờ chúng bị mắc kẹt trong vỏ, không thể di chuyển và được cho ăn qua các ống. Chán ghét sự thao túng của Pontifex, Alice và Kirito chạm trán Thượng nghị sĩ Chudelkin, nhưng họ lại để hắn chạy mất. Họ đuổi theo hắn ta đến ngõ cụt ở tầng 99, và Eugeo Synthesis 32 đi xuống từ một lỗ trên trần nhà dẫn đến tầng 100. |          |                                                             |                            |                   |                        |           |

##### Part 3: Alicization Uniting
| STT | STT sêri | Tên tiếng Anh chính thức Tiêu đề tiếng Nhật gốc                 | Đạo diễn                                           | Biên tập          | Ngày phát sóng ban đầu | Tham khảo |
| --- | -------- | --------------------------------------------------------------- | -------------------------------------------------- | ----------------- | ---------------------- | --------- |
| 21  | 71       | "The 32nd Knight" "San Jū ni-banme no Kishi" (三十二番目の騎士) | Shunsuke Nakashige                                 | Yukito Kizawa     | 9 tháng 3 năm 2019     | [ 29 ]    |
| 22  | 72       | "Titan of the Sword" "Ken no Kyojin" (剣の巨人)                 | Hiroshi Kimura                                     | Munemasa Nakamoto | 16 tháng 3 năm 2019    | [ 30 ]    |
| 23  | 73       | "Administrator" "Adominisutorēta" (アドミニストレータ)          | Hirotaka Tokuda Yūsuke Maruyama Michiru Itabisashi | Yukito Kizawa     | 23 tháng 3 năm 2019    | [ 31 ]    |
| 24  | 74       | "My Hero" "Boku no Eiyū" (ぼくの英雄)                           | Takashi Sakuma Manabu Ono                          | Yukito Kizawa     | 30 tháng 3 năm 2019    | [ 32 ]    |

### Sword Art Online: Alicization - War of Underworld(2019)

#### Story arc 6: Alicization

##### Part 4: Alicization Invading
| STT  | STT sêri | Tên tiếng Anh chính thức Tiêu đề tiếng Nhật gốc           | Đạo diễn                      | Biên tập          | Ngày phát sóng ban đầu | Tham khảo |
| ---- | -------- | --------------------------------------------------------- | ----------------------------- | ----------------- | ---------------------- | --------- |
| 24.5 | 73.5     | "Reflection" "Rifurekushon" (リフレクション)              | N/A                           | N/A               | 5 tháng 10 năm 2019    | [ 33 ]    |
| 25   | 74       | "In the Far North" "Kita no Ji Nite" (北の地にて)         | Takashi Sakuma                | Munemasa Nakamoto | 12 tháng 10 năm 2019   | [ 34 ]    |
| 26   | 75       | "Raids" "Shuugeki" (襲撃)                                 | Takehiro Miura                | Munemasa Nakamoto | 19 tháng 10 năm 2019   | [ 35 ]    |
| 27   | 76       | "The Final Load Test" "Saishū Fuka Jikken" (最終負荷実験) | Hiroshi Kimura                | Munemasa Nakamoto | 26 tháng 10 năm 2019   | [ 36 ]    |
| 28   | 77       | "Dark Territory" "Dāku Teritorī" (ダークテリトリー)       | Naomi Nakayama Takashi Sakuma | Yukito Kizawa     | 2 tháng 11 năm 2019    | [ 37 ]    |
| 29   | 78       | "The Night Before Battle" "Kaisen Zenya" (開戦前夜)       | Chiku Onoue                   | Yukito Kizawa     | 9 tháng 11 năm 2019    | [ 38 ]    |

##### Part 5: Alicization Exploding
| STT | STT sêri | Tên tiếng Anh chính thức Tiêu đề tiếng Nhật gốc                             | Đạo diễn           | Biên tập          | Ngày phát sóng ban đầu | Tham khảo |
| --- | -------- | --------------------------------------------------------------------------- | ------------------ | ----------------- | ---------------------- | --------- |
| 30  | 79       | "Battle of the Knights" "Kishi-tachi no Tatakai" (騎士たちの戦い)           | Takuma Suzuki      | Yukito Kizawa     | 16 tháng 11 năm 2019   | [ 39 ]    |
| 31  | 80       | "Stigma of the Disqualified" "Shikkaku-sha no Rakuin" (失格者の烙印)        | Hideya Ito         | Kohei Urushibara  | 23 tháng 11 năm 2019   | [ 40 ]    |
| 32  | 81       | "Blood and Life" "Chi to Inochi" (血と命)                                   | Shunsuke Nakashige | Munemasa Nakamoto | 30 tháng 11 năm 2019   | [ 41 ]    |
| 33  | 82       | "Sword and Fist" "Ken to Ken" (剣と拳)                                      | Hiroshi Kimura     | Kohei Urushibara  | 7 tháng 12 năm 2019    | [ 42 ]    |
| 34  | 83       | "Stacia, the Goddess of Creation" "Sōsei Shin Suteishia" (創世神ステイシア) | Takashi Sakuma     | Kohei Urushibara  | 14 tháng 12 năm 2019   | [ 43 ]    |

##### Part 6: Alicization Awakening
| STT  | STT sêri | Tên tiếng Anh chính thức Tiêu đề tiếng Nhật gốc                       | Đạo diễn                      | Biên tập          | Ngày phát sóng ban đầu | Tham khảo |
| ---- | -------- | --------------------------------------------------------------------- | ----------------------------- | ----------------- | ---------------------- | --------- |
| 35   | 84       | "Heartless Choice" "Hijō no Sentaku" (非情の選択)                     | Akira Yamada                  | Munemasa Nakamoto | 21 tháng 12 năm 2019   | [ 44 ]    |
| 36   | 85       | "Ray of Light" "Hitosuji no Hikari" (一筋の光)                        | Kenji Seto Shunsuke Nakashige | Munemasa Nakamoto | 28 tháng 12 năm 2019   | [ 45 ]    |
| 36.5 | 85.5     | "Reminiscence" "Reminisensu" (レミニセンス)                           |                               |                   | 4 tháng 7 năm 2020     | [ 46 ]    |
| 37   | 86       | "The Great Underworld War" "Andāwārudo Taisen" (アンダーワールド大戦) | Manabu Ono                    | Kohei Urushibara  | 11 tháng 7 năm 2020    | [ 47 ]    |
| 38   | 87       | "End to Eternity" "Mugen no Hate" (無限の果て)                        | Toru Hamasaki                 | Kohei Urushibara  | 18 tháng 7 năm 2020    | [ 48 ]    |
| 39   | 88       | "Instigation" "Sendō" (扇動)                                          | Takehiro Miura                | Munemasa Nakamoto | 25 tháng 7 năm 2020    | [ 49 ]    |
| 40   | 89       | "Code 871" "Kōdo 871" (コード８７１)                                  | Takashi Sakuma                | Kohei Urushibara  | 1 tháng 8 năm 2020     | [ 50 ]    |
| 41   | 90       | "Prince of Hell" "Akuma no Ko" (悪魔の子)                             | Akira Yamada                  | Munemasa Nakamoto | 8 tháng 8 năm 2020     | [ 51 ]    |

##### Part 7: Alicization Lasting
| STT | STT sêri | Tên tiếng Anh chính thức Tiêu đề tiếng Nhật gốc  | Đạo diễn           | Biên tập          | Ngày phát sóng ban đầu | Tham khảo |
| --- | -------- | ------------------------------------------------ | ------------------ | ----------------- | ---------------------- | --------- |
| 42  | 91       | "Memories" "Kioku" (記憶)                        | Yuya Horiuchi      | Munemasa Nakamoto | 15 tháng 8 năm 2020    | [ 52 ]    |
| 43  | 92       | "Awakening" "Kakusei" (覚醒)                     | Shunsuke Nakashige | Kohei Urushibara  | 22 tháng 8 năm 2020    | [ 53 ]    |
| 44  | 93       | "The Night-Sky Blade" "Yozora no Ken" (夜空の剣) | Masakazu Kohara    | Munemasa Nakamoto | 29 tháng 8 năm 2020    | [ 54 ]    |
| 45  | 94       | "Beyond Time" "Toki no Kanata" (時の彼方)        | Tomoya Tanaka      | Munemasa Nakamoto | 5 tháng 9 năm 2020     | [ 55 ]    |
| 46  | 95       | "Alice" "Arisu" (アリス)                         | Akira Yamada       | Munemasa Nakamoto | 12 tháng 9 năm 2020    | [ 56 ]    |
| 47  | 96       | "New World" "Nyū Wārudo" (ニューワールド)        |                    |                   | 19 tháng 9 năm 2020    | [ 57 ]    |